# 邦蒂富尔 (犹他州)
邦蒂富尔（英文：Bountiful），是美国犹他州戴维斯县下属的一座城市。建市于1847年，面积大约为13.47平方英里（34.9平方公里），海拔约为4,797英尺（1,462米）。根据2010年美国人口普查，该市有人口42,552人。